# Vigna kirkii
Vigna kirkii är en ärtväxtart som först beskrevs av John Gilbert Baker, och fick sitt nu gällande namn av Jan Bevington Gillett. Vigna kirkii ingår i släktet vignabönor, och familjen ärtväxter. Inga underarter finns listade i Catalogue of Life.